# Carlos de Castro Ortúzar
Carlos de Castro Ortúzar (Burdeos, 3 de septiembre de 1882 - Santiago de Chile, Chile, el 23 de octubre de 1945) fue un político, diputado y abogado chileno. Era hijo de Diego Fernández de Castro Díaz Granados y de Teresa Ortúzar Montt. Estuvo casado con Carmen Alcalde Pinto.
Estudió en Francia y en la Facultad de Derecho del Instituto de Humanidades de la Pontificia Universidad Católica de Chile, jurando como abogado el 22 de diciembre de 1906. Comenzó de inmediato a desempeñar su profesión con asesorías jurídicas a empresas comerciales del puerto de Coquimbo.

## Ámbito público
- Militante del Partido Conservador desde 1905.
- Diputado por Llanquihue y Carelmapu (1912-1915); miembro de la comisión permanente de Instrucción Pública.
- Miembro de la Delegación de Chile a la Conferencia Internacional sobre el Trabajo, celebrada en París, Francia (1914).
- Diputado por Llanquihue y Carelmapu (1915-1918); integrante de la comisión permanente de Presupuesto.
- Secretario General del Partido Conservador (1917-1921).
- Diputado por Curepto y Lontué (1921-1924); integrante de la comisión permanente de Hacienda.
- Director de la Compañía Minera María Francisca de Huanuni, mineral de plata (1923).
- Director de la Sociedad de Minas de Plata Nueva Elqui (1924).
- Presidente de la Compañía Chilena Carbonífera de Arauco (1925).
- Intendente de la Provincia de O'Higgins (1938).